# コラリーナ・カタルディ・タッソーニ
コラリーナ・カタルディ・タッソーニ（Coralina Cataldi-Tassoni、1971年2月24日 - ）はアメリカ合衆国ニューヨーク生まれの女優。現在はニューヨーク在住。

## 略歴
アメリカ生まれ、イタリア育ちのバイリンガルであり、英語とイタリア語が堪能。
父親は世界的に著名なオペラの舞台監督のウォルター・カタルディ・タッソーニ、母親のヴェリア・ボッティも元舞台女優で、祖父はジャコモ・プッチーニと交友のあった指揮者という家系に生まれる。
3歳の時に父親のオペラカンパニーにメンバーとして参加し、プッチーニのラ・ボエームのファーストロールを歌っており、以降10代後半まで世界中の公演で父親のオペラカンパニーをサポートし続けた。
4歳の時にイタリアのローマへ移住。
10代の頃にTV番組に出演しているところをダリオ・アルジェントに発見され、『デモンズ2』で最初にデモンズになってしまう少女サリー役を演じる。
その後はホラー映画中心に活躍。アルジェント作品の常連でもあり『デモンズ2』以降も､『オペラ座/血の喝采』『オペラ座の怪人』『サスペリア・テルザ 最後の魔女』の3作に出演。
2010年にはショートムービー｢Based on a True Life｣で監督デビューを果たす。この作品では、監督の他に製作・脚本・音楽・出演も務めている。
2011年のホラー映画『ＨＩＤＤＥＮ　ヒドゥン』では原案を担当した。
アーシア・アルジェントと交友関係にある。
画家や歌手としても活動している。

## フィルモグラフィー
出演
| 公開年 | 邦題 原題                                      | 役名         | 備考                                          |
| ------ | ---------------------------------------------- | ------------ | --------------------------------------------- |
| 1986   | 肉体のバイブル/禁断の賛美歌 La monaca di Monza |              |                                               |
| 1986   | デモンズ2 Dèmoni 2: L'incubo ritorna           | サリー       |                                               |
| 1987   | オペラ座/血の喝采 Opera                        | ジュリア     |                                               |
| 1988   | ゲロゾイド Il bosco 1                          | シンディ     | ビデオ別タイトル『悪霊のはらわた 屍の棲む森』 |
| 1998   | オペラ座の怪人 The Phantom of the Opera        | オノリーヌ   |                                               |
| 2007   | サスペリア・テルザ 最後の魔女 La terza madre   | 副館長ジゼル |                                               |
| 2010   | Based on a True Life                           | コラリーナ   | ショートムービー 日本未公開                   |

監督
| 公開年 | 邦題 原題            | 備考                        |
| ------ | -------------------- | --------------------------- |
| 2010   | Based on a True Life | ショートムービー 日本未公開 |

脚本
| 公開年 | 邦題 原題                 | 備考                        |
| ------ | ------------------------- | --------------------------- |
| 2010   | Based on a True Life      | ショートムービー 日本未公開 |
| 2011   | HIDDEN ヒドゥン Hidden 3D | 原案                        |

## 参照
1. ↑  See Coralina Cataldi-Tassoni's Smart Innocence Art Exhibit